# Beaussais
Beaussais (Aussprache [boˈsɛ]) ist ein Ort und ehemalige Gemeinde mit 439 Einwohnern (Stand: 1. Januar 2019) im französischen Département Deux-Sèvres in der Region Nouvelle-Aquitaine. Sie gehörte zum Arrondissement Niort. Die Bewohner werden Beausséens und Beausséennes genannt.
Der Erlass des Präfekten vom 21. November 2012 legte mit Wirkung zum 1. Januar 2013 die Eingliederung von Beaussais als Commune déléguée zusammen mit der früheren Gemeinde Vitré zur Commune nouvelle Beaussais-Vitré fest.

## Geografie

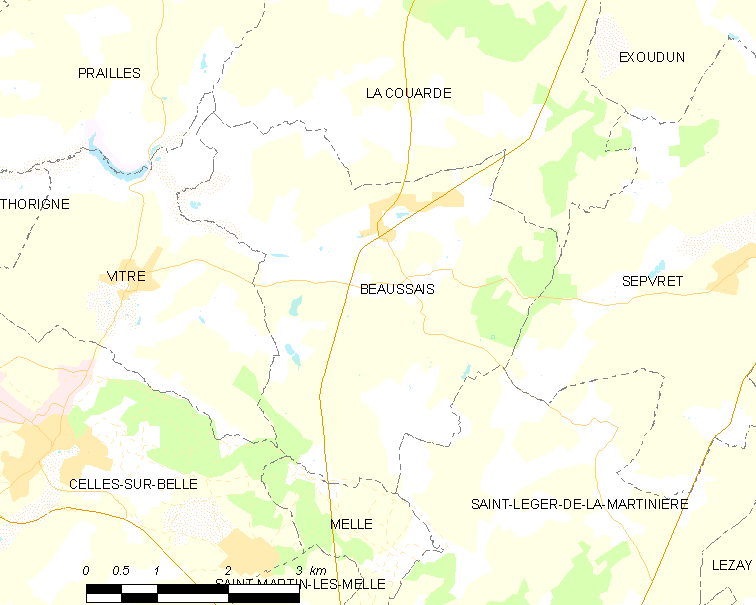
Karte von Beaussais

Beaussais liegt etwa 24 Kilometer ostsüdöstlich von Niort und etwa 50 Kilometer südwestlich von Poitiers in der Région naturelle des Mellois in der historischen Provinz des Poitou. Der Norden des Orts befindet sich im Einzugsgebiet der Sèvre Niortaise, der Süden im Einzugsgebiet der Charente. Das Gebiet wird entwässert im nördlichen Teil vom Lambon, im südlichen Teil von der Belle und vom Ruisseau de Cognebois, Zuflüsse der Boutonne. Im östlichen Ortsgebiet erstreckt sich ein größeres Waldgebiet, der Bois de Beaussais.
Der Ort befindet sich in einer Landschaft mit sanften Hügeln mit Höhen über 180 m im Osten an der Grenze zur Nachbargemeinde Sepvret. Das Ortszentrum liegt auf etwa 145 m.
Umgeben wird Beaussais von vier Nachbargemeinden und der Commune déléguée von Beaussais-Vitré:
|                         | Prailles-La Couarde                         |         |
| Vitré (Beaussais-Vitré) | Kompassrose, die auf Nachbargemeinden zeigt | Sepvret |
|                         | Celles-sur-Belle                            | Melle   |

## Etymologie und Geschichte
Der Ortsname ist abgeleitet vom gallischen belsa (deutsch Ebene, Hochebene). Frühe Formen waren: Bauceium (1213), Bauchay (1243), Baucaia, Bausaium und Baucaium (1244), Bauçay (1248), Bauceis (1253), Bacayum seu Baucayum (1300), Baussay (1406), Baussais (1608), Bausay (1693), Beaussay (Carte de Cassini), Saint-Paul de Beaussay (1782), Bauçais (1789), Baussais (1793), Beaussais (1801).
Im Jahr 1990 wurde in La Boulaye eine rechteckige Anlage aus der Frühgeschichte entdeckt. Unter dem Ancien Régime war Beaussais vom Pays d’Élection von Saint-Maixent abhängig, das um 1542 gegründet wurde. Die Pfarrgemeinde befand sich im Bistum Poitiers und war dem Erzpriestertum Melle angegliedert. Während der Reformation nahm ein großer Teil der Bevölkerung den protestantischen Glauben an.

## Bevölkerungsentwicklung
| Beaussais: Einwohnerzahlen von 1793 bis 2019                                                                               | Beaussais: Einwohnerzahlen von 1793 bis 2019 | Beaussais: Einwohnerzahlen von 1793 bis 2019 | Beaussais: Einwohnerzahlen von 1793 bis 2019 | Beaussais: Einwohnerzahlen von 1793 bis 2019 |
| --- | -------------------------------------------- | -------------------------------------------- | -------------------------------------------- | -------------------------------------------- |
| Jahr |                                              |                                              |                                              | Einwohner                                    |
| 1793 | 1793                                         |                                              | 742                                          | 742                                          |
| 1800 | 1800                                         |                                              | 737                                          | 737                                          |
| 1806 | 1806                                         |                                              | 768                                          | 768                                          |
| 1821 | 1821                                         |                                              | 770                                          | 770                                          |
| 1831 | 1831                                         |                                              | 881                                          | 881                                          |
| 1836 | 1836                                         |                                              | 850                                          | 850                                          |
| 1841 | 1841                                         |                                              | 830                                          | 830                                          |
| 1846 | 1846                                         |                                              | 834                                          | 834                                          |
| 1851 | 1851                                         |                                              | 896                                          | 896                                          |
| 1856 | 1856                                         |                                              | 886                                          | 886                                          |
| 1861 | 1861                                         |                                              | 849                                          | 849                                          |
| 1866 | 1866                                         |                                              | 817                                          | 817                                          |
| 1872 | 1872                                         |                                              | 809                                          | 809                                          |
| 1876 | 1876                                         |                                              | 781                                          | 781                                          |
| 1881 | 1881                                         |                                              | 759                                          | 759                                          |
| 1886 | 1886                                         |                                              | 756                                          | 756                                          |
| 1891 | 1891                                         |                                              | 752                                          | 752                                          |
| 1896 | 1896                                         |                                              | 738                                          | 738                                          |
| 1901 | 1901                                         |                                              | 761                                          | 761                                          |
| 1906 | 1906                                         |                                              | 748                                          | 748                                          |
| 1911 | 1911                                         |                                              | 724                                          | 724                                          |
| 1921 | 1921                                         |                                              | 633                                          | 633                                          |
| 1926 | 1926                                         |                                              | 608                                          | 608                                          |
| 1931 | 1931                                         |                                              | 581                                          | 581                                          |
| 1936 | 1936                                         |                                              | 558                                          | 558                                          |
| 1946 | 1946                                         |                                              | 536                                          | 536                                          |
| 1954 | 1954                                         |                                              | 524                                          | 524                                          |
| 1962 | 1962                                         |                                              | 502                                          | 502                                          |
| 1968 | 1968                                         |                                              | 445                                          | 445                                          |
| 1975 | 1975                                         |                                              | 374                                          | 374                                          |
| 1982 | 1982                                         |                                              | 390                                          | 390                                          |
| 1990 | 1990                                         |                                              | 362                                          | 362                                          |
| 1999 | 1999                                         |                                              | 356                                          | 356                                          |
| 2006 | 2006                                         |                                              | 398                                          | 398                                          |
| 2013 | 2013                                         |                                              | 443                                          | 443                                          |
| 2019 | 2019                                         |                                              | 439                                          | 439                                          |
| Quelle(n): EHESS/Cassini bis 1999, INSEE ab 2006 Anmerkung(en): Ab 1962 offizielle Zahlen ohne Einwohner mit Zweitwohnsitz |                                              |                                              |                                              |                                              |

## Sehenswürdigkeiten
- Ehemalige romanische Pfarrkirche Saint-Paul aus dem 12. Jahrhundert, protestantische Kirche seit der Französischen Revolution, Apsis und Chor aus dem 12. Jahrhundert seit 1911 als Monument historique klassifiziert.
- Schloss westlich des Ortszentrums, in den 1780er Jahren von Louis-Gabriel Yongues, Seigneur von Beaussais, in der Nähe einer verschwundenen Festung errichtet, von der ein kleiner Trum übrig geblieben war
- Schloss im Weiler La Boulaye aus dem 15. Jahrhundert
- Herrenhaus im Weiler Les Chaumes aus dem 16. Jahrhundert
- Herrenhaus im Weiler Le Quaireux vermutlich aus dem 16. Jahrhundert
- Herrenhaus im Weiler Mortaigre aus dem 19. Jahrhundert
- Herrenhaus im Weiler Crouzon aus dem 17. Jahrhundert

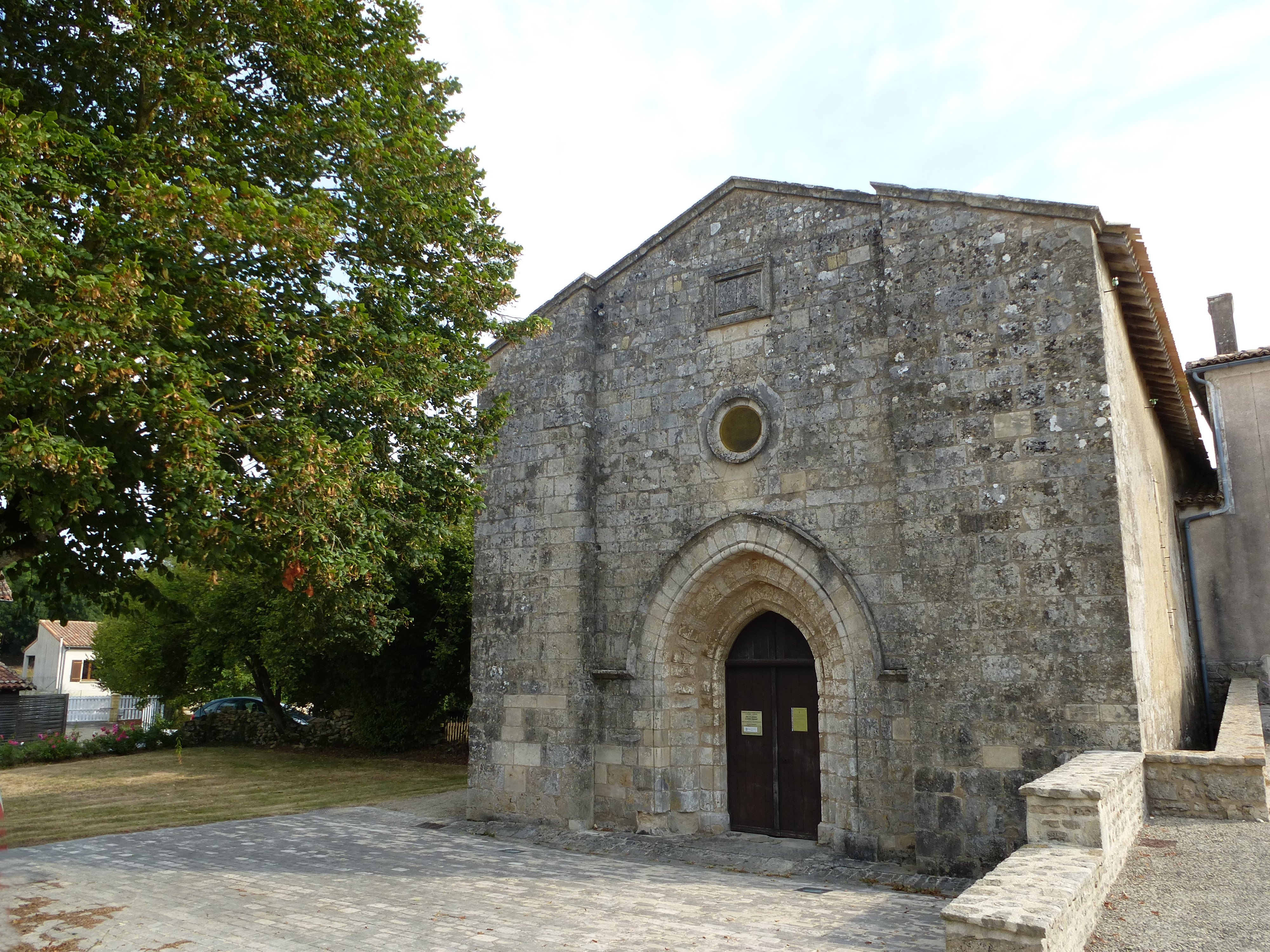
Protestantische Kirche
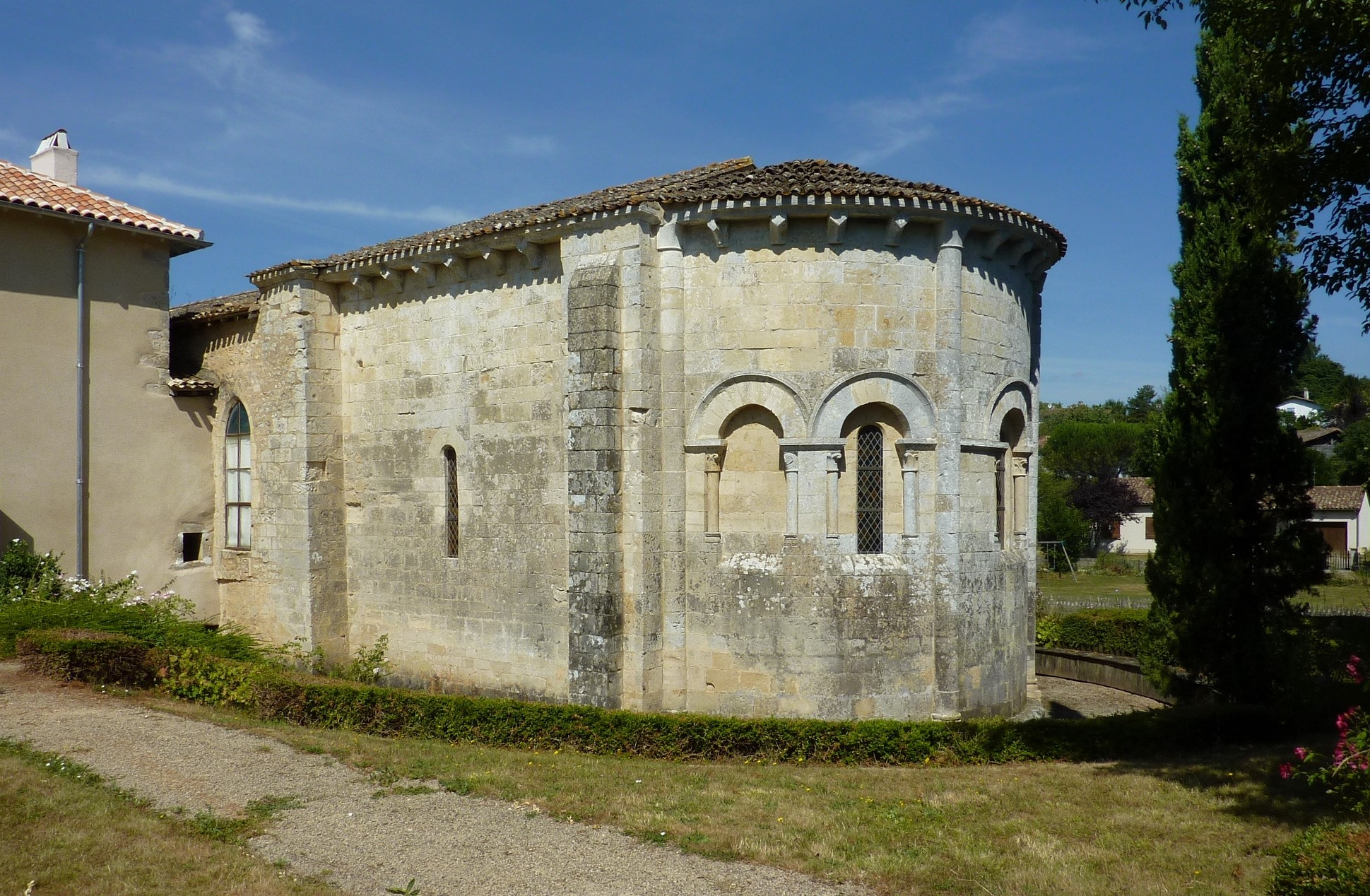
Apsis
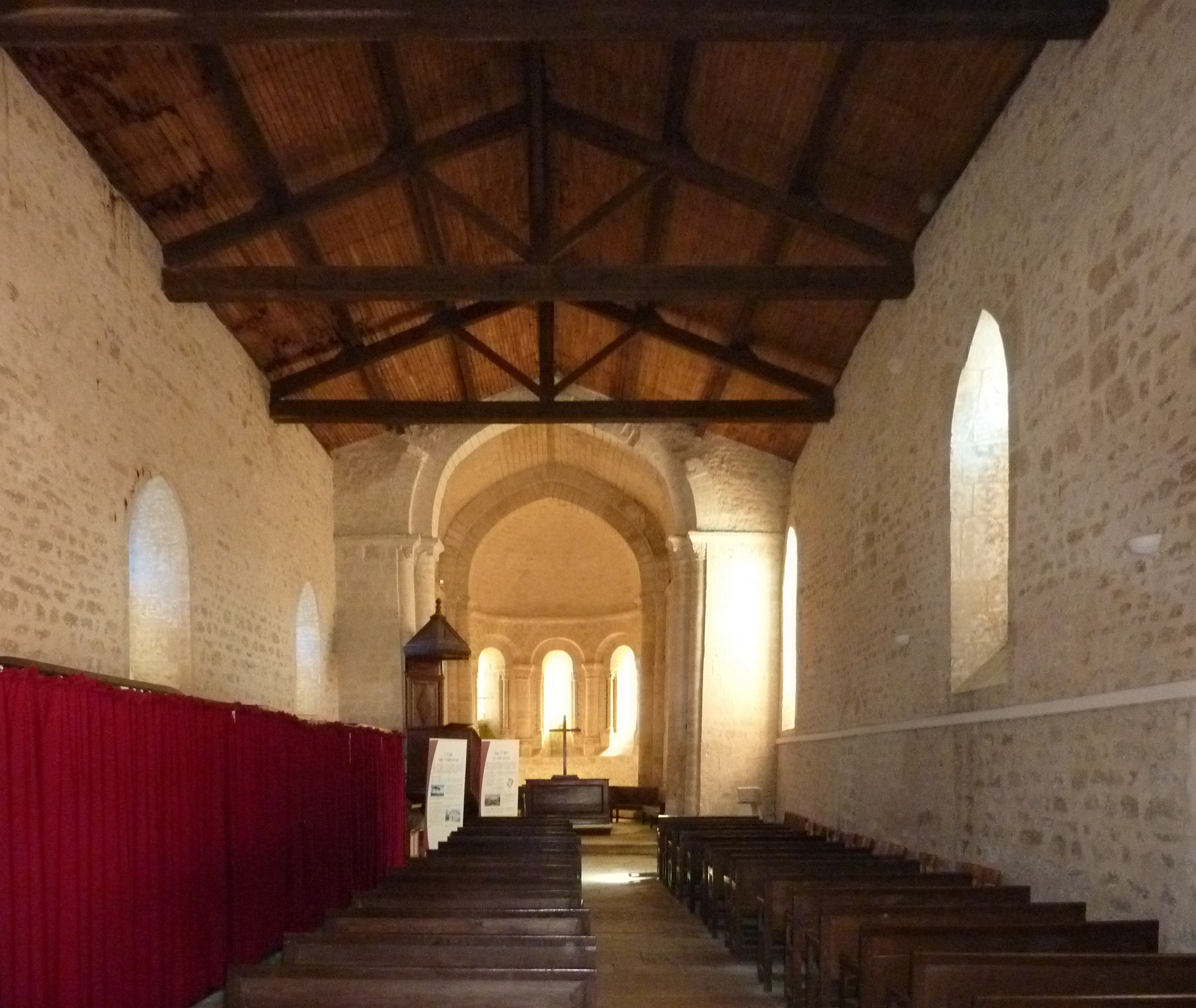
Innenansicht